# Imène Chaïma Saad Saoud
Imene Chaïma Sad Saoud, née le 1er janvier 1997 à Alger, est une gymnaste aérobic algérienne.

## Carrière
Elle obtient la médaille d'argent en trio mixte et la médaille de bronze en solo féminin aux Jeux africains de 2015 à Brazzaville. Elle est médaillée d'argent en trio mixte aux Championnats d'Afrique de gymnastique aérobic 2016 à Alger.